# Nieprawidłowe typy miednic
Nieprawidłowe typy miednic – zaburzenia w budowie miednic mogą mieć różne przyczyny, ich podział opiera się na kryteriach morfologicznych.

## Rozpoznanie miednic nieprawidłowych[1]
Wykorzystanie wywiadu położniczego, dotyczącego poprzednich ciąż i porodów w połączeniu z pomiarami miednicy. Duże znaczenie mają również przebyte choroby, budowa kręgosłupa oraz kończyn dolnych, krzywica, gruźlica, opóźnienie w chodzeniu, porażenie dziecięce oraz wypadki. 

## Nieprawidłowe typy miednic
- Miednica ścieśniona.[2]
- Miednice ogólnie ścieśnione:[2]

1. miednica równomiernie ścieśniona,
2. miednica dziecięca,
3. miednica męska,
4. miednica karlicza.

- Miednice długie:[3]

1. miednica z podwójnym promontorium,
2. miednica z sakralizacją V kręgu lędźwiowego,
3. miednica długa właściwa.

- Miednice płaskie:[4]

1. miednica płaska zwykła,
2. miednica płaska krzywicza.

- Miednica kręgozmykowa[5]
- Miednica poprzecznie ścieśniona[6]
- Miednica skośnie ścieśniona[6]
- Miednica skośnie ścieśniona koksalgiczna[7]
- Miednica skośnie ścieśniona przy bocznym skrzywieniu kręgosłupa[7]
- Miednica przy skrzywieniu kręgosłupa ku tyłowi[7]
- Miednica przy skrzywieniu kręgosłupa ku przodowi[7]
- Miednica rozmiękczeniowa[7]